# Judith River
Judith River ("Juditina řeka") je zhruba 200 kilometrů dlouhý přítok řeky Missouri, protékající zhruba středem státu Montana v USA. Pramení v pohoří Little Belt Mountains na západě a teče východním směrem. V okolí řeky se nachází množství významných paleontologických lokalit, své jméno dala řeka také pozdně křídovému geologickému souvrství Judith River. V této oblasti byly objeveny fosilie mnoha známých dinosaurů, jako jsou rody Albertosaurus, Edmontosaurus nebo Styracosaurus. Na některých místech jsou břehy řeky využívány jako rekreační lokality. Původně bylo povodí řeky osídleno Vraními indiány, v roce 1805 ji pojmenoval cestovatel William Clark (a to podle své budoucí ženy Julie (Judith) Hancockové). Trvalé osídlení evropskými přistěhovalci z východu nastalo v 80. letech 19. století.

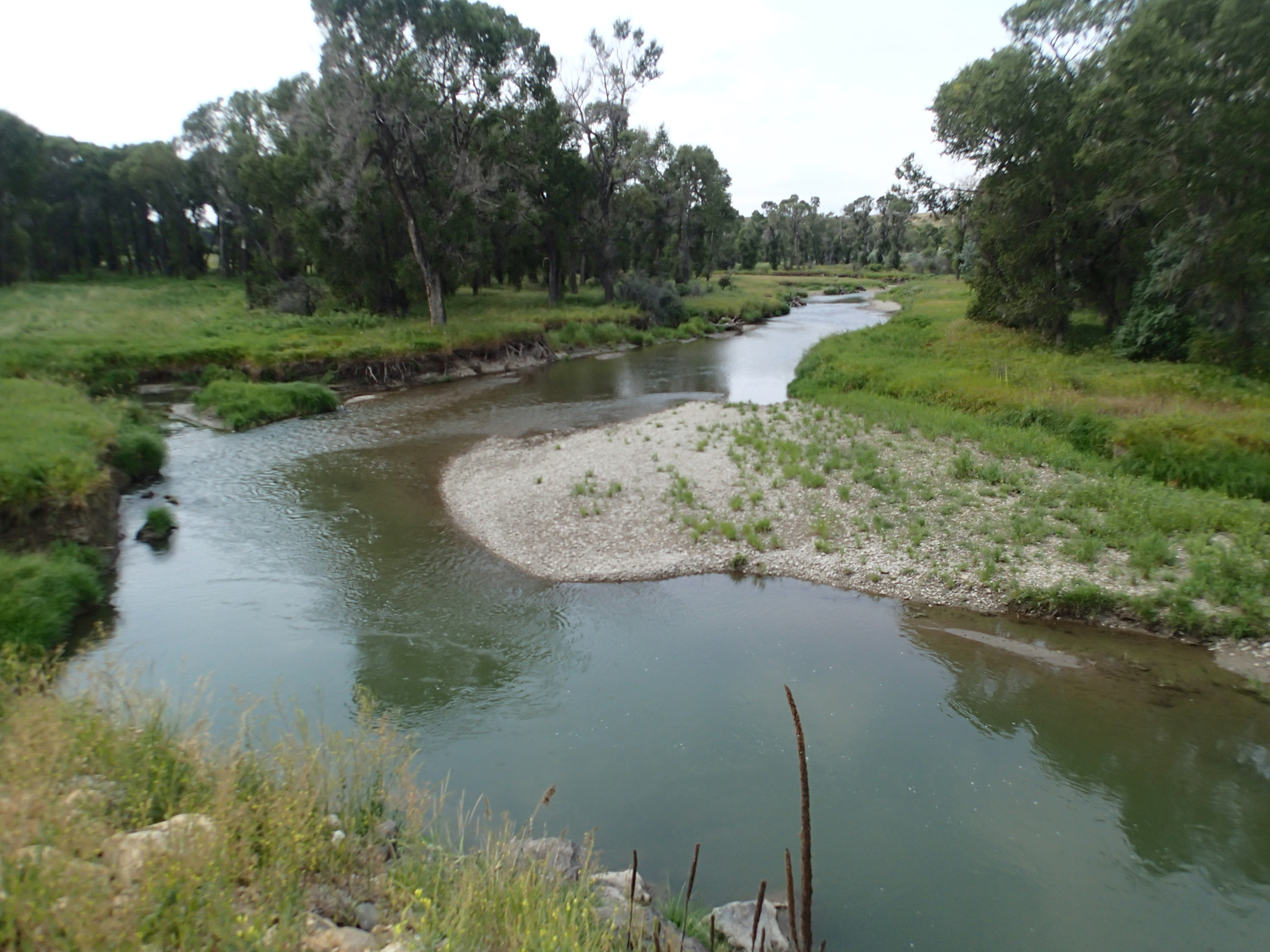
Judith River nedaleko cesty Hanover Road